# Morella (cuento)
Morella es un cuento de suspense y terror escrito por Edgar Allan Poe. Apareció por primera vez en el número de abril de 1835 del periódico estadounidense Southern Literary Messenger y luego, revisado, en el número de noviembre de 1839 de la revista Burton's Gentleman's Magazine.

## Argumento
Un narrador protagonista anónimo en primera persona omnisciente cuenta la historia de su matrimonio con Morella, una culta y extraña mujer que lee y profundiza en las prohibidas páginas del misticismo. Sus sentimientos hacia ella habían sido siempre extraños e indefinibles, el narrador sabe que nunca sintió amor por Morella. Como resultado de sus prácticas y lecturas, Morella logró la inmortalidad de su alma, pero su forma física había empezado a deteriorarse cada vez más, por lo tanto pasa su tiempo en su cama hablando con su marido y enseñándole las artes oscuras que había aprendido. Él estaba sumamente asustado por las palabras de Morella y en secreto le deseaba la muerte, pese a que intentaba disimularlo todo el tiempo. Finalmente, muere durante el parto, pero su alma pasa a habitar en el cuerpo de la hija de ambos. Morella, antes de morir le dice al narrador, su marido, que nunca fue amada por él, por consiguiente, después de la muerte sería amada por él con un amor perfecto y puro. A medida que va pasando el tiempo, la hija de Morella iba pareciéndose a su madre en todo, cosa que perturbaba al narrador de manera desmedida. Nunca le había puesto un nombre, por el simple hecho de que no sabía cuál ponerle. Cuando la chica va a cumplir diez años, él decide bautizarla para eliminar cualquier demonio que tuviera en su interior. Cuando el sacerdote le pregunta cuál es su nombre, él contesta "Morella". En ese mismo momento, ella dice "¡Estoy aquí!", y cae muerta en el piso. La historia llega a su fin cuando la segunda Morella es depositada en el mismo sepulcro que la anterior, y el narrador se da cuenta de que los huesos de su esposa difunta ya no estaban allí.

## Análisis
Hay varias teorías sobre el origen del nombre de Morella. Una de ellas es que está basado en el nombre de Juliana Morell (1595-1653), quien fue una musa del poeta Lope de Vega. Además "Morel" es el nombre una hierba venenosa llamada sombra de la noche negra, de donde se puede obtener la droga belladona.
En este relato, Poe explora la idea de lo que pasa después de la muerte con la identidad y el alma. Supone que ésta se conserva y que puede pasar a nuevos cuerpos. Esta hipótesis de Poe se ve influenciada por la obra de Friedrich Wilhelm Joseph Schelling, que se cita en este relato.
Cabe destacar que la decisión de llamar Morella a su hija por parte del narrador implica el deseo subconsciente de la muerte de su hija, pues debe estar percibiendo inconscientemente que ella tiene el alma de Morella, su mujer, a quien también le deseó lo mismo. El renacimiento de Morella semeja a los vampiros que claman venganza, queriendo vampirizar a su víctima a toda costa.

### Tema principal
A Poe siempre le atrajo el escribir sobre la muerte, la resurrección, el amor y el terror, temas que se ven unidos en este perturbador relato, del estilo de Berenice, Ligeia o Eleonora.

## Morella en la música
La exitosa banda de rock Los Piojos oriunda de Argentina, realizó un tema sobre el texto, para su disco Verde Paisaje del Infierno del año 2000, titulado de la misma manera que el cuento.
Morella aparece brevemente en la canción «El Mundo de los Sueños», del disco Legado de Una Tragedia III, Ópera rock basado en la vida y obra de Edgar Allan Poe.